# Gradiente
Nel calcolo differenziale vettoriale, il gradiente è un operatore che si applica ad una funzione a valori reali (un campo scalare) e dà come risultato una funzione vettoriale. Il gradiente di una funzione è un vettore che ha come componenti le derivate parziali della funzione - vale solo se si utilizzano coordinate cartesiane ortonormali. In generale, il gradiente di una funzione {\displaystyle f}, denotato con {\displaystyle \nabla f} (il simbolo {\displaystyle \nabla } si legge nabla), è definito in ciascun punto dalla seguente relazione: per un qualunque vettore {\displaystyle {\vec {v}}}, il prodotto scalare {\displaystyle {\vec {v}}\cdot \nabla f} dà il valore della derivata direzionale di {\displaystyle f} rispetto a {\displaystyle {\vec {v}}}.
In fisica, il gradiente di una grandezza scalare si usa per descrivere come quest'ultima vari in funzione dei suoi parametri. Ad esempio, si parla di gradiente termico per esprimere la variazione della temperatura lungo una direzione, o di gradiente di pressione per esprimere la variazione della pressione lungo una data direzione.
Il vettore gradiente di una funzione scalare punta secondo la direzione di massima crescita della funzione stessa, ed è quindi perpendicolare ai suoi Insiemi di livello.

## Definizione

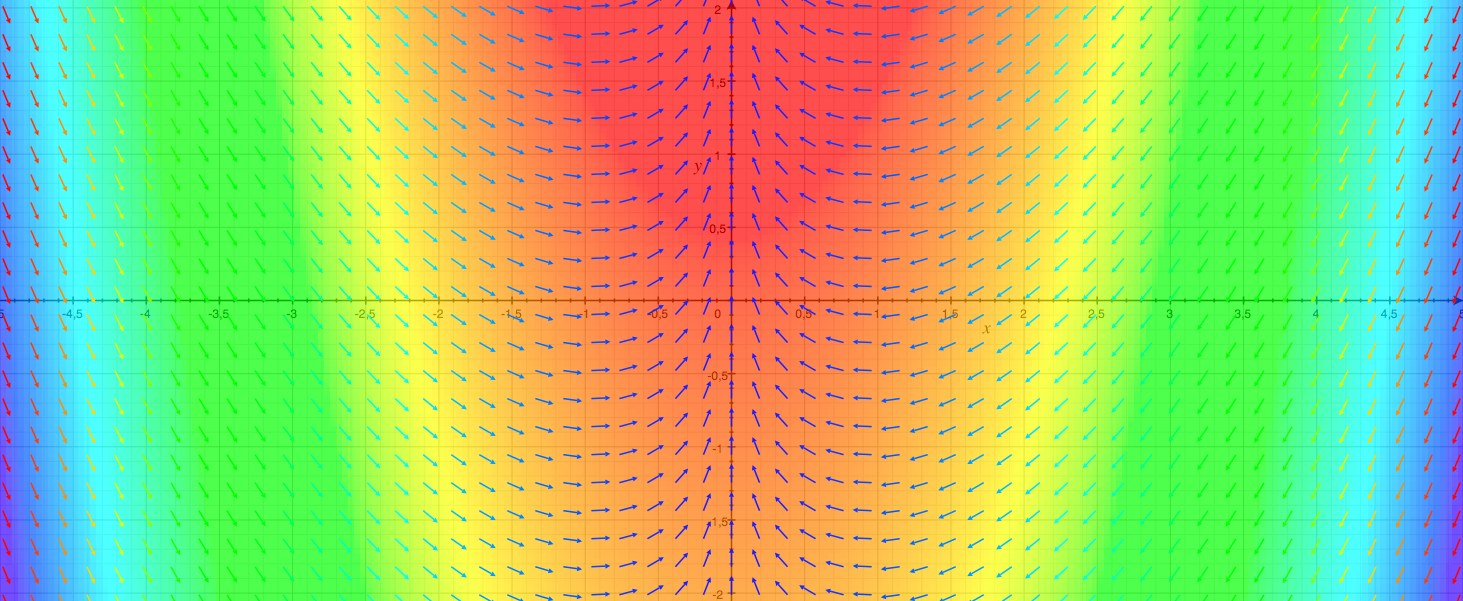
Esempio di gradiente di una funzione.
Le linee di flusso sono quelle curve che hanno come vettore tangente proprio.

Solitamente si definisce l'operatore gradiente per funzioni scalari di tre variabili {\displaystyle f\equiv f(x_{1},x_{2},x_{3})}, ma la definizione può essere estesa a funzioni in uno spazio euclideo di dimensione arbitraria. Il gradiente di {\displaystyle f} è un campo vettoriale che in ogni punto dello spazio consente di calcolare la derivata direzionale di {\displaystyle f} nella direzione di un generico vettore {\displaystyle \mathbf {v} } tramite il prodotto scalare tra {\displaystyle \mathbf {v} } e il gradiente della funzione nel punto.

Campo vettoriale del gradiente di due funzioni visualizzate mediante la densità della colorazione: il nero via via più intenso rappresenta valori via via più alti assunti dalle funzioni i quali scaturiscono dall'andamento del gradiente raffigurato dalle frecce azzurre.

Nel caso di un sistema di riferimento cartesiano ortonormale il gradiente di {\displaystyle f(x,y,z)} è il vettore che ha per componenti le derivate parziali prime calcolate nel punto:
{\displaystyle \nabla f={\frac {\partial f}{\partial x}}{\hat {\mathbf {x} }}+{\frac {\partial f}{\partial y}}{\hat {\mathbf {y} }}+{\frac {\partial f}{\partial z}}{\hat {\mathbf {z} }}}
dove {\displaystyle {\hat {\mathbf {x} }}}, {\displaystyle {\hat {\mathbf {y} }}} e {\displaystyle {\hat {\mathbf {z} }}} sono i versori lungo gli assi.
Dal momento che l'operatore gradiente associa a un punto dello spazio un vettore, il gradiente di una funzione differenziabile scalare {\displaystyle f\colon X\rightarrow \mathbb {R} } su {\displaystyle X\subset \mathbb {R} ^{n}} è un campo vettoriale che associa a ogni {\displaystyle x\in X} il vettore {\displaystyle \nabla f(x)}.
Un campo gradiente è conservativo, cioè non si ha dissipazione di energia (il lavoro compiuto lungo una linea chiusa è sempre nullo). Infatti, se si calcola l'integrale di linea lungo una qualunque curva {\displaystyle \gamma \colon [0,1]\to \mathbb {R} ^{n}} che sia chiusa, cioè tale che {\displaystyle \gamma (0)=\gamma (1)} si ottiene:
{\displaystyle \int _{\gamma }\nabla f\cdot \operatorname {d} \!\mathbf {s} =\int _{0}^{1}\nabla f(\gamma (t))\cdot \gamma ^{\prime }(t)\operatorname {d} \!t=f(\gamma (1))-f(\gamma (0))=0.}
Inoltre, le linee di flusso di un campo gradiente associato a una funzione scalare {\displaystyle f} sono ovunque perpendicolari (o ortogonali) agli insiemi di livello di {\displaystyle f}, cioè alle ipersuperfici date dall'equazione cartesiana {\displaystyle f(\mathbf {x} )=c} al variare di {\displaystyle c\in \mathbb {R} }. Infatti, i vettori tangenti alle linee di flusso sono dati da {\displaystyle \nabla f}: si consideri allora un generico vettore {\displaystyle v} tangente a una superficie di livello in un punto {\displaystyle x\in \mathbb {R} ^{n}}, e sia {\displaystyle \varphi (t)} una curva tale che {\displaystyle \varphi (0)=x}, che giace interamente su una superficie di livello e tale che il vettore tangente alla curva in {\displaystyle x} è {\displaystyle \varphi ^{\prime }(0)=v}. Dato che {\displaystyle \varphi } è su una superficie di livello allora {\displaystyle f(\varphi (t))=c}, cioè derivando si ha {\displaystyle \nabla f(\varphi (0))\cdot \varphi ^{\prime }(0)=\nabla f(x)\cdot v=0}.
I vettori {\displaystyle v} e {\displaystyle \nabla f(x)} sono allora ortogonali e l'affermazione da verificare segue per l'arbitrarietà di {\displaystyle x} e {\displaystyle v}. La derivata direzionale di una funzione in un dato punto di  {\displaystyle f} rappresenta poi il valore numerico dato dal limite del rapporto fra la variazione che essa subisce a partire dal punto per uno spostamento lungo la direzione e verso individuata dal versore rispetto a cui si deriva e lo spostamento medesimo al tendere a zero di quest'ultimo e risulta perciò positiva se {\displaystyle f} è crescente lungo tale verso a partire da punto considerato, negativa o nulla in caso contrario; d'altra parte la derivata direzionale del gradiente, proprio per il suo legame col prodotto scalare, è massima (e positiva) lungo il versore che lo individua (proprio come il prodotto scalare di un vettore per un versore è massimo e positivo quando il versore ha la direzione e verso del vettore). Il gradiente è dunque normale alle superfici di livello e diretto nel verso dei livelli crescenti; esso risulta irrotazionale anche se non sempre vale il viceversa a meno che l'insieme su cui il campo è definito sia semplicemente connesso.

### Varietà riemanniane
Per una funzione liscia {\displaystyle f} definita su una varietà riemanniana {\displaystyle (M,g)} il gradiente è il campo vettoriale {\displaystyle \nabla f} tale che per un qualsiasi campo vettoriale {\displaystyle X} si ha:
{\displaystyle g_{x}((\nabla f)_{x},X_{x})=(\partial _{X}f)(x),}
dove {\displaystyle g_{x}(\cdot ,\cdot )} indica il prodotto interno (definito dalla metrica {\displaystyle g}) tra vettori tangenti la varietà nel punto {\displaystyle x}, mentre {\displaystyle \partial _{X}f} è la funzione che a ogni punto {\displaystyle x\in M} associa la derivata direzionale di {\displaystyle f} nella direzione {\displaystyle X} valutata in {\displaystyle x}.
In modo equivalente, data una carta {\displaystyle \varphi } definita su un aperto in {\displaystyle M} a valori in {\displaystyle \mathbb {R} ^{n}}, la funzione {\displaystyle \partial _{X}f(x)} è data da:
{\displaystyle \sum _{j=1}^{n}X^{j}(\varphi (x)){\frac {\partial }{\partial x^{j}}}(f\circ \varphi ^{-1}){\Big |}_{\varphi (x)},}
dove {\displaystyle X^{j}} è la {\displaystyle j}-esima componente di {\displaystyle X} nella carta considerata. Quindi la forma locale del gradiente è:
{\displaystyle \nabla f=g^{ik}{\frac {\partial f}{\partial x^{k}}}{\frac {\partial }{\partial x^{i}}}.}
Generalizzando il caso {\displaystyle M=\mathbb {R} ^{n}}, il gradiente di una funzione si relaziona con la sua derivata esterna nel seguente modo:
{\displaystyle (\partial _{X}f)(x)=\mathrm {d} f_{x}(X_{x}).}
Si tratta di un caso particolare (quello in cui la metrica {\displaystyle g} è quella "piatta" data dal prodotto interno) della seguente definizione. Il gradiente {\displaystyle \nabla f} è il campo vettoriale associato alla 1-forma differenziale {\displaystyle \mathrm {d} f} usando l'isomorfismo musicale:
{\displaystyle \sharp =\sharp ^{g}\colon T^{*}M\to TM,}
definito dalla metrica {\displaystyle g}.

## Approssimazione lineare di una funzione
Il gradiente di una funzione {\displaystyle f:\mathbb {R} ^{n}\to \mathbb {R} } in ogni punto {\displaystyle x_{0}\in \mathbb {R} ^{n}} caratterizza la miglior approssimazione lineare di {\displaystyle f} nel punto:
{\displaystyle f(x)\approx f(x_{0})+(\nabla f)_{x_{0}}\cdot (x-x_{0})}
per {\displaystyle x} vicino a {\displaystyle x_{0}}, con {\displaystyle (\nabla f)_{x_{0}}} il gradiente di {\displaystyle f} calcolato in {\displaystyle x_{0}}. Tale espressione è equivalente all'espansione in serie di Taylor di una funzione di più variabili in {\displaystyle x_{0}}.
La migliore approssimazione lineare a una funzione {\displaystyle f\colon \mathbb {R} ^{n}\to \mathbb {R} } in {\displaystyle x_{0}} è una mappa lineare da {\displaystyle \mathbb {R} ^{n}} in {\displaystyle \mathbb {R} } detta differenziale o derivata totale di {\displaystyle f} in {\displaystyle x_{0}}, e denotata con {\displaystyle \mathrm {d} f_{x}(v)}. Il gradiente è legato al differenziale dalla relazione:
{\displaystyle (\nabla f)_{x}\cdot v=\mathrm {d} f_{x}(v),\qquad \forall v\in \mathbb {R} ^{n}.}
La funzione {\displaystyle \mathrm {d} f} che mappa {\displaystyle x} in {\displaystyle \mathrm {d} f_{x}} è anche detta differenziale o derivata esterna, e si tratta di una 1-forma differenziale.

## Gradiente in diversi sistemi di coordinate

### Coordinate polari

Coordinate polari

In {\displaystyle \mathbb {R} ^{2}} si possono introdurre altri sistemi di riferimento, come quello polare:
{\displaystyle {\begin{cases}x=x_{0}+\rho \cos \phi \\y=y_{0}+\rho \sin \phi \end{cases}}}
dove {\displaystyle \rho } rappresenta la coordinata radiale e {\displaystyle \phi } la coordinata angolare. Per calcolare il gradiente di una funzione {\displaystyle f=f(\rho ;\phi )} è sufficiente eseguire la trasformazione:
{\displaystyle \nabla f(\rho ;\phi )=\left({\frac {\partial f}{\partial \rho }}{\frac {\partial \rho }{\partial x}}+{\frac {\partial f}{\partial \phi }}{\frac {\partial \phi }{\partial x}}\right)\mathbf {e} _{x}+\left({\frac {\partial f}{\partial \rho }}{\frac {\partial \rho }{\partial y}}+{\frac {\partial f}{\partial \phi }}{\frac {\partial \phi }{\partial y}}\right)\mathbf {e} _{y}.}
Ricordando che:
{\displaystyle {\begin{cases}\rho ^{2}=x^{2}+y^{2}\\\phi =\arctan \left({\frac {y}{x}}\right)\end{cases}}}
si ottengono le seguenti derivate:
{\displaystyle {\frac {\partial \rho }{\partial x}}={\frac {x}{\sqrt {x^{2}+y^{2}}}}=\cos \phi ;}
{\displaystyle {\frac {\partial \rho }{\partial y}}={\frac {y}{\sqrt {x^{2}+y^{2}}}}=\sin \phi ;}
{\displaystyle {\frac {\partial \phi }{\partial x}}=-{\frac {y}{x^{2}+y^{2}}}=-{\frac {\sin \phi }{\rho }};}
{\displaystyle {\frac {\partial \phi }{\partial y}}={\frac {x}{x^{2}+y^{2}}}={\frac {\cos \phi }{\rho }}.}
Scrivendo i vettori della base cartesiana come:
{\displaystyle \mathbf {e} _{x}=\cos \phi \,\mathbf {e} _{\rho }-\sin \phi \,\mathbf {e} _{\phi }}
{\displaystyle \mathbf {e} _{y}=\sin \phi \,\mathbf {e} _{\rho }+\cos \phi \,\mathbf {e} _{\phi }}
e sostituendo le espressioni trovate nell'equazione del gradiente si ha:
{\displaystyle {\begin{aligned}\nabla f(\rho ;\phi )=&\left(\cos \phi {\frac {\partial f}{\partial \rho }}-{\frac {\sin \phi }{\rho }}{\frac {\partial f}{\partial \phi }}\right)\left(\cos \phi \,\mathbf {e} _{\rho }-\sin \phi \,\mathbf {e} _{\phi }\right)+\\&+\left(\sin \phi {\frac {\partial f}{\partial \rho }}+{\frac {\cos \phi }{\rho }}{\frac {\partial f}{\partial \phi }}\right)\left(\sin \phi \,\mathbf {e} _{\rho }+\cos \phi \,\mathbf {e} _{\phi }\right).\end{aligned}}}
Perciò, semplificando, il gradiente in coordinate polari diventa il vettore:
{\displaystyle \nabla f(\rho ,\phi )={\frac {\partial f}{\partial \rho }}\,\mathbf {e} _{\rho }+{\frac {1}{\rho }}{\frac {\partial f}{\partial \phi }}\,\mathbf {e} _{\phi }.}

### Coordinate sferiche

Coordinate sferiche

In {\displaystyle \mathbb {R} ^{3}} si possono utilizzare le coordinate sferiche:
{\displaystyle {\begin{cases}x=\rho \sin \theta \cos \phi \\y=\rho \sin \theta \sin \phi \\z=\rho \cos \theta .\end{cases}}}
Seguendo il procedimento introdotto per le coordinate polari piane, il gradiente in coordinate sferiche diventa il vettore:
{\displaystyle \nabla f(\rho ,\theta ,\phi )={\frac {\partial f}{\partial \rho }}\,\mathbf {e} _{\rho }+{\frac {1}{\rho }}{\frac {\partial f}{\partial \theta }}\,\mathbf {e} _{\theta }+{\frac {1}{\rho \sin \theta }}{\frac {\partial f}{\partial \phi }}\,\mathbf {e} _{\phi }.}

### Gradiente in coordinate cilindriche
In coordinate cilindriche:
{\displaystyle {\begin{cases}x=\rho \cos \phi \\y=\rho \sin \phi \\z=z\end{cases}}}

Coordinate cilindriche

seguendo il procedimento introdotto per le coordinate polari piane, il gradiente diventa il vettore:
{\displaystyle \nabla f(\rho ,\phi ,z)={\frac {\partial f}{\partial \rho }}\,\mathbf {e} _{\rho }+{\frac {1}{\rho }}{\frac {\partial f}{\partial \phi }}\,\mathbf {e} _{\phi }+{\frac {\partial f}{\partial z}}\,\mathbf {e} _{z}.}

### Coordinate curvilinee
In coordinate curvilinee ortogonali, quando la metrica è data da {\displaystyle \mathrm {d} s^{2}=g_{j}\mathrm {d} x_{j}^{2}}, il gradiente {\displaystyle \nabla f} di {\displaystyle f} in un punto è il vettore:
{\displaystyle \nabla f={\frac {1}{h_{1}}}{\frac {\partial f}{\partial x_{1}}}\mathbf {e} _{1}+{\frac {1}{h_{2}}}{\frac {\partial f}{\partial x_{2}}}\mathbf {e} _{2}+{\frac {1}{h_{3}}}{\frac {\partial f}{\partial x_{3}}}\mathbf {e} _{3},}
dove {\displaystyle h_{j}={\sqrt {g_{j}^{2}}}} e con {\displaystyle \mathbf {e} _{i}} si indica il versore della direzione {\displaystyle i}-esima (con tutti gli elementi nulli tranne l'{\displaystyle i}-esimo che vale 1).
Se il sistema è bidimensionale e le coordinate sono curvilinee qualunque {\displaystyle (u,v)}, il gradiente della funzione {\displaystyle f(u,v)} assume la seguente forma:
{\displaystyle {\vec {\nabla }}f={\frac {1}{EG-F^{2}}}\left[{\sqrt {E}}\left(G{\frac {\partial f}{\partial u}}-F{\frac {\partial f}{\partial v}}\right){\hat {e}}_{u}+{\sqrt {G}}\left(E{\frac {\partial f}{\partial v}}-F{\frac {\partial f}{\partial u}}\right){\hat {e}}_{v}\right],}
dove {\displaystyle E}, {\displaystyle F} e {\displaystyle G} sono le entrate del tensore metrico: 
{\displaystyle (g_{ik})={\begin{pmatrix}E&F\\F&G\end{pmatrix}}.}
Infatti, poiché il gradiente può essere generalmente scomposto sui versori di base come {\displaystyle {\vec {\nabla }}f=A{\hat {e}}_{u}+B{\hat {e}}_{v}} (con {\displaystyle A} e {\displaystyle B} quantità da determinare), il differenziale della funzione {\displaystyle f} in tale sistema di coordinate diventa 
{\displaystyle {\begin{aligned}\mathrm {d} f&={\vec {\nabla }}f\cdot \mathrm {d} {\vec {P}}\\&=(A{\hat {e}}_{u}+B{\hat {e}}_{v})\cdot ({\sqrt {E}}\,\mathrm {d} u\,{\hat {e}}_{u}+{\sqrt {G}}\,\mathrm {d} v\,{\hat {e}}_{v})\\&=(A+B\cos {\alpha }){\sqrt {E}}\,\mathrm {d} u+(B+A\cos {\alpha }){\sqrt {G}}\,\mathrm {d} v\\&={\frac {\partial f}{\partial u}}\mathrm {d} u+{\frac {\partial f}{\partial v}}\mathrm {d} v.\end{aligned}}}
Risolvendo quindi il sistema
{\displaystyle {\begin{cases}{\dfrac {\partial f}{\partial u}}=(A+B\cos {\alpha }){\sqrt {E}}\\{\dfrac {\partial f}{\partial v}}=(B+A\cos {\alpha }){\sqrt {G}}\end{cases}}}
e ricordando che {\displaystyle \cos {\alpha }={\frac {F}{\sqrt {EG}}}} (con {\displaystyle \alpha } angolo tra le due direzioni), risulta dimostrato l'asserto iniziale.